# Nicolas Bays
Pour les articles homonymes, voir Bays.
Ne doit pas être confondu avec Nicolas Bay.
Nicolas Bays, né le 1er mai 1977 à Béthune (Pas-de-Calais), est un homme politique français. 
Alors qu'il est membre du Parti socialiste, il est élu conseiller municipal de Wingles, et a été député dans la 12e circonscription du Pas-de-Calais de 2012 à 2017.
Ancien époux d’Aurore Bergé, il rejoint en 2016 le mouvement La République en Marche. Il a par ailleurs été chroniqueur dans l'émission C'est que de la télé entre 2019 et 2020. Conjoint de la ministre Agnès Pannier-Runacher, il doit démissionner en 2021 de son poste de chef de cabinet, un ministre ne pouvant pas employer son conjoint.
Candidat de LREM dans la 3e circonscription du Pas-de-Calais aux élections législatives de 2022, il est battu à l'issue du premier tour contre le Rassemblement national et la NUPES.
Le 12 juillet 2022, il est nommé conseiller de Patricia Mirallès, secrétaire d'État auprès du ministre des Armées, chargée des Anciens combattants et de la Mémoire. 
Le 2 novembre 2022, il rejoint le groupe Défense conseil international, société militaire privée.

## Biographie

### Famille et études
Le père de Nicolas Bays est tourneur-fraiseur à la Française de mécanique (Douvrin) et leader syndicaliste, et son grand-père mineur, membre du PSU. Au lycée, Nicolas Bays s'engage dans le Mouvement des jeunes socialistes (MJS) du Pas-de-Calais pour protester contre le contrat d'insertion professionnelle (CIP). Il fonde la section locale du Mouvement des jeunes socialistes puis est appelé à des responsabilités nationales par Laurent Fabius. Il se forme en politique aux côtés d'élus locaux comme le député-maire de Wingles Marcel Cabiddu et Danielle Darras. Il étudie le Droit et l'Histoire à Lille.
En 2009, après une première expérience dans la vie politique, il passe le master « lobbying européen » de l'université de Strasbourg.

### Vie privée
En juin 2009, Nicolas Bays se marie avec Aurore Bergé. Ils divorcent en 2015.
En 2021, il officialise sa relation avec Agnès Pannier-Runacher, alors ministre de la Transition énergétique dans le gouvernement d'Élisabeth Borne.

### Parcours politique
En 1997, Nicolas Bays est l'assistant parlementaire de Daniel Percheron, sénateur et président de la région Nord-Pas-de-Calais, et est élu secrétaire départemental du MJS,.
En 2001, il devient conseiller municipal de Wingles. À partir de 2002, il est chef de cabinet de Jacques Mellick à Béthune, puis collaborateur du député européen Jean-Louis Cottigny à partir de 2004 et de l'ancien Premier ministre roumain Alexandru Athanasiu en 2007.
Il quitte ensuite la vie politique et devient directeur de l'Institut supérieur des élus à Paris en 2009, un organisme de formation.
En 2012, Nicolas Bays est candidat du Parti socialiste aux élections législatives dans la douzième circonscription du Pas-de-Calais à la demande de la direction nationale. Il devance Jean-Pierre Kucheida au premier tour et bat Charlotte Soula du Front national au second tour.
En 2013, Nicolas Bays s'engage et intervient à l'Assemblée nationale en faveur du mariage pour tous.
En juin 2015, le Premier ministre Manuel Valls confie à Nicolas Bays la mise en place de services publics itinérants en France.
Dans son rapport rendu en avril 2016, il préconise la création de guichets itinérants connectés aux serveurs des principales administrations du service public.
Dès la création du parti En Marche, il rejoint Emmanuel Macron dont il organise les déplacements dans le Pas-de-Calais. En mai 2017, il est réinvesti à l'unanimité par le PS mais annonce qu'il ne briguera pas un nouveau mandat de député.
Fin 2017, il annonce quitter le monde politique pour se consacrer à sa famille, à ses projets d'entreprise et audiovisuels.
Trois ans plus tard, en octobre 2020, il rejoint le cabinet d'Agnès Pannier-Runacher, ministre déléguée chargée de l'industrie, comme « conseiller politique et élus locaux » puis chef de cabinet. Il démissionne en avril 2021 car la loi interdit à un ministre d’employer son conjoint, étant le compagnon de la ministre de l’Industrie d’Agnès Pannier-Runacher.
En mai 2021, dans le cadre de sa campagne pour les élections régionales dans les Hauts-de-France, la ministre donne comme domiciliation l'adresse de Nicolas Bays à Lens, officialisant de fait leur relation conjugale. Nicolas Bays doit démissionner pour se mettre en conformité avec la loi qui interdit aux membres du gouvernement d'employer son concubin.
Il se reconvertit dans le secteur privé, cherchant à rejoindre l'entreprise Soitec, qui produit des matériaux semi-conducteurs. La Haute autorité pour la transparence de la vie publique (HATVP), puis le Conseil d'État, y opposent leur véto, ce dernier indiquant « qu'un tel projet comportait des risques de mise en cause du fonctionnement normal, de l’indépendance et de la neutralité des anciens services de l’intéressé, dès lors que l’activité envisagée pourrait amener celui-ci à entreprendre des démarches auprès du ministre de l’Économie, des Finances et de la Relance et des membres de son cabinet ».
En janvier 2022, il est le chef de cabinet de Jean-Michel Blanquer, alors ministre de l'Éducation nationale, de la Jeunesse et des Sports.
Il est candidat LREM dans la 3e circonscription du Pas-de-Calais aux élections législatives de 2022 et a pour suppléant Yoann Lachor. Bays est éliminé à l'issue du premier tour, qu'il termine en troisième position avec 12,86 % des voix, devancé par les candidats du Rassemblement national (38,35 %) et de la NUPES (35,57 %).
Le 12 juillet 2022, il devient conseiller auprès de Patricia Mirallès, secrétaire d'État auprès du ministre des Armées, chargée des anciens combattants et de la mémoire. Il quitte ses fonctions au sein du cabinet de la secrétaire d'État le 2 novembre 2022 et rejoint le groupe Défense conseil international.

### Parcours militaire
Nicolas Bays est commandant de réserve opérationnelle dans l'Armée de terre.
De 2012 à 2017, il assure la vice-présidence de la commission de la Défense nationale et des Forces armées. En 2013, il est commandant lors de l'exercice de l'OTAN Steadfast Jazz. En 2015, il organise le premier forum des Métiers de la Défense et de la Sécurité et rend un rapport à l'Assemblée dressé avec Nicolas Dhuicq (Les Républicains) qui expose la dépendance stratégique de la France aux fournisseurs internationaux pour son approvisionnement en munitions de petit calibre.
En 2016, il propose de remplacer l'opération Sentinelle de protection du territoire par la création d’une garde nationale.

### Animateur/chroniqueur
Au début des années 2010, Nicolas Bays anime l'émission politique Les politiques face aux jeunes sur Ma chaîne étudiante.
En septembre 2019, Nicolas Bays est chroniqueur dans l'émission C'est que de la télé sur C8.

## Affaires et polémiques

### Cyril Hanouna
En 2013, il fait un clin d'œil à Cyril Hanouna à l'Assemblée nationale en jouant plusieurs secondes avec une boîte de sardines lors des questions au gouvernement, un détournement de son rôle politique qui ne fut pas du goût de tous. Après son départ de l'Assemblée nationale, Nicolas Bays a un temps participé à la bande de chroniqueurs de Cyril Hanouna.
Adepte de Twitter, il est également l’auteur de plusieurs tweets controversés.

### Relations avec le Qatar
En octobre 2016, les journalistes Georges Malbrunot et Christian Chesnot, spécialistes du Moyen-Orient, publient le livre Nos très chers émirs dans lequel il est reproché à Nicolas Bays d'avoir reçu des cadeaux de la part de Mohammed al-Kuwari, ancien ambassadeur du Qatar en France et d'avoir sollicité les mêmes avantages à son successeur Meshaal al-Thani,.
Les journalistes citent plusieurs SMS envoyés par Nicolas Bays à l’ambassadeur du Qatar lui demandant de financer ses vacances à Doha ou  des chaussures de marque. Comme d'autres personnalités citées, Nicolas Bays dément formellement ces accusations.

### Accusations de harcèlement sexuel et de comportements déplacés
En novembre 2022, Mediapart publie une enquête dans laquelle il est mis en cause pour des faits de harcèlement sexuel remontant à 2013. Par ailleurs, plusieurs membres du cabinet de la ministre déléguée chargée de l’industrie auraient mis en cause son comportement, dénonçant la pression qu'il y exercerait et ses interventions répétées jusqu'à fin 2021, alors qu'il n'appartient plus à celui-ci depuis le printemps,.

## Mandats
- Depuis 2001 : Conseiller municipal de Wingles (Pas-de-Calais)[10]
- 2012-2017 : Député de la douzième circonscription du Pas-de-Calais
- Vice-président du groupe d'amitié France – Qatar de l’Assemblée Nationale[45]
- 2012-2017 : Vice-président de la commission de la Défense nationale et des Forces armées.
- Membre suppléant de la commission chargée de l’application de l’article 26 de la Constitution[46]
- Vice-président des groupes parlementaires d'amitié de la France avec la Pologne, le Qatar, Djibouti, le Bahreïn, et les Émirats arabes unis